# Monte Parnão
Parnão (em grego: Πάρνων / Πάρνωνας : Πάρνων / Πάρνωνας) ou Malevos (Μαλεβός) é uma cordilheira ou maciço localizado a leste da planície e do vale do Eurotas. A parte ocidental está localizada na Lacônia e no nordeste na Arcádia e serve como separação às duas.